# Hästtjärnen (Byske socken, Västerbotten, 723047-175043)
Hästtjärnen är en sjö i Skellefteå kommun i Västerbotten och ingår i Åbyälvens huvudavrinningsområde. Hästtjärnen ligger i Åbyälven Natura 2000-område.